# Physcia
Physcia är ett släkte av lavar. Physcia ingår i familjen Physciaceae, ordningen Teloschistales, klassen Lecanoromycetes, divisionen sporsäcksvampar och riket svampar.
Physcia har en smalt bladformig eller busklik bål, barklager på bägge sidor, av grönalger bildade gonidier, svartbruna, i bålens kant sittande apotecier och tvårummiga ellipsoidiska sporer.
Släktet namngavs 1803 av Michaux. 2008 beskrevs och namngavs 11 nya arter i släktet av Roland Moberg.

## Arter
Följande arter listas i Catalogue of Life som ingående arter i släktet:

- Physcia aipolia
- Physcia alba
- Physcia albata
- Physcia atrostriata
- Physcia biziana
- Physcia caesia
- Physcia cinerea
- Physcia clementei
- Physcia convexa
- Physcia convexella
- Physcia crispa
- Physcia dimidiata
- Physcia dubia
- Physcia erumpens
- Physcia halei
- Physcia integrata
- Physcia krogiae
- Physcia magnussonii
- Physcia nashii
- Physcia neglecta
- Physcia phaea
- Physcia poncinsii
- Physcia pseudospeciosa
- Physcia rolfii
- Physcia semipinnata
- Physcia sinuosa
- Physcia sorediosa
- Physcia stellaris
- Physcia tenella
- Physcia tenellula
- Physcia tretiachii
- Physcia tribacia
- Physcia tribacioides
- Physcia undulata
- Physcia villosula
- Physcia vitii
- Physcia decorticata
- Physcia jackii
- Physcia nubila
- Physcia austrocaesia
- Physcia caesiopsis
- Physcia neonubila
- Physcia rolandii
- Physcia verdonii

## Bilder

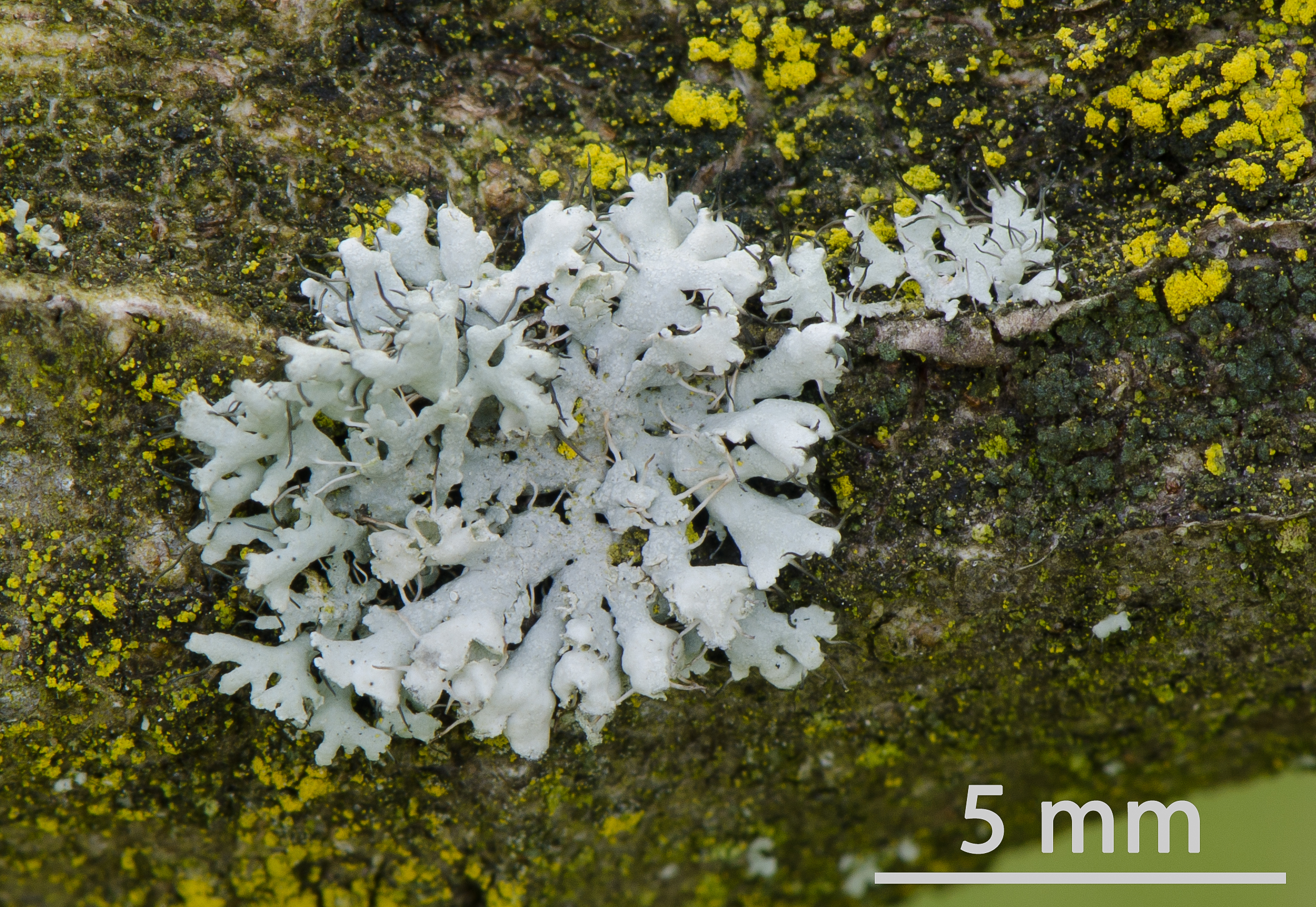
Physcia adscendens
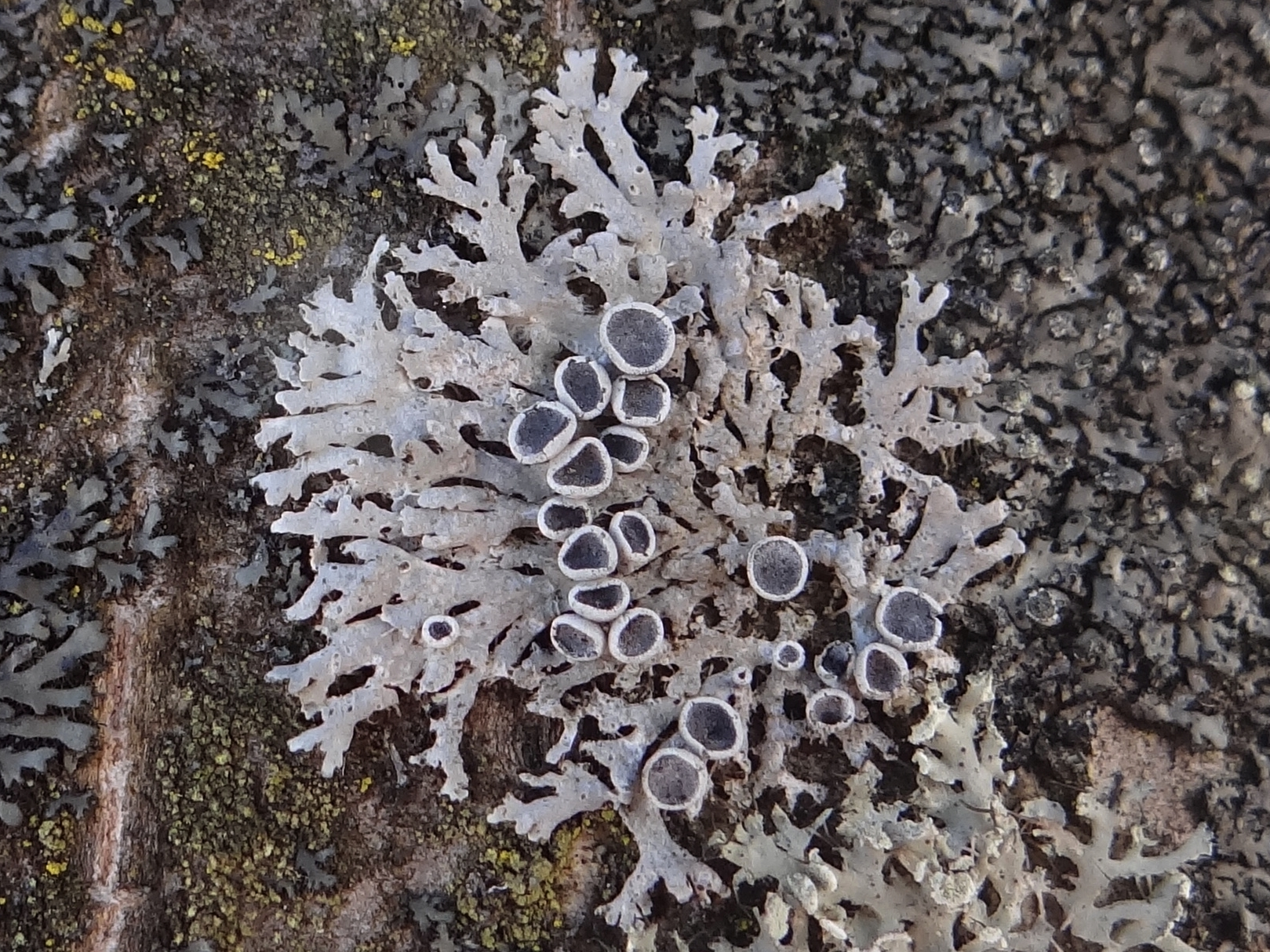
Physcia aipolia
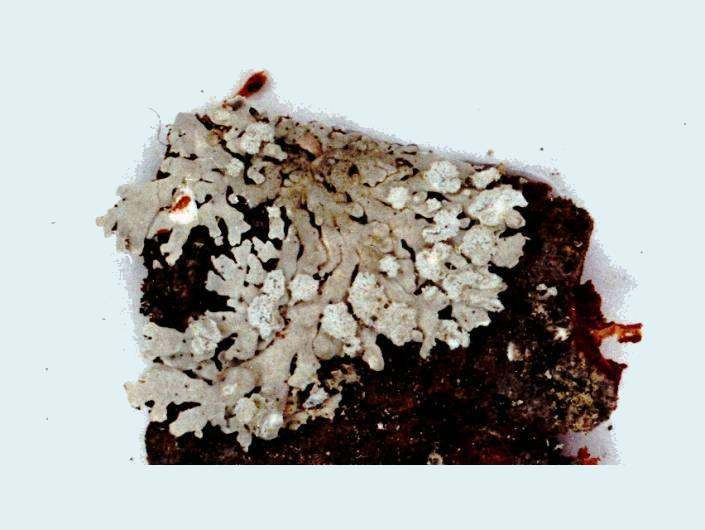
Physcia americana
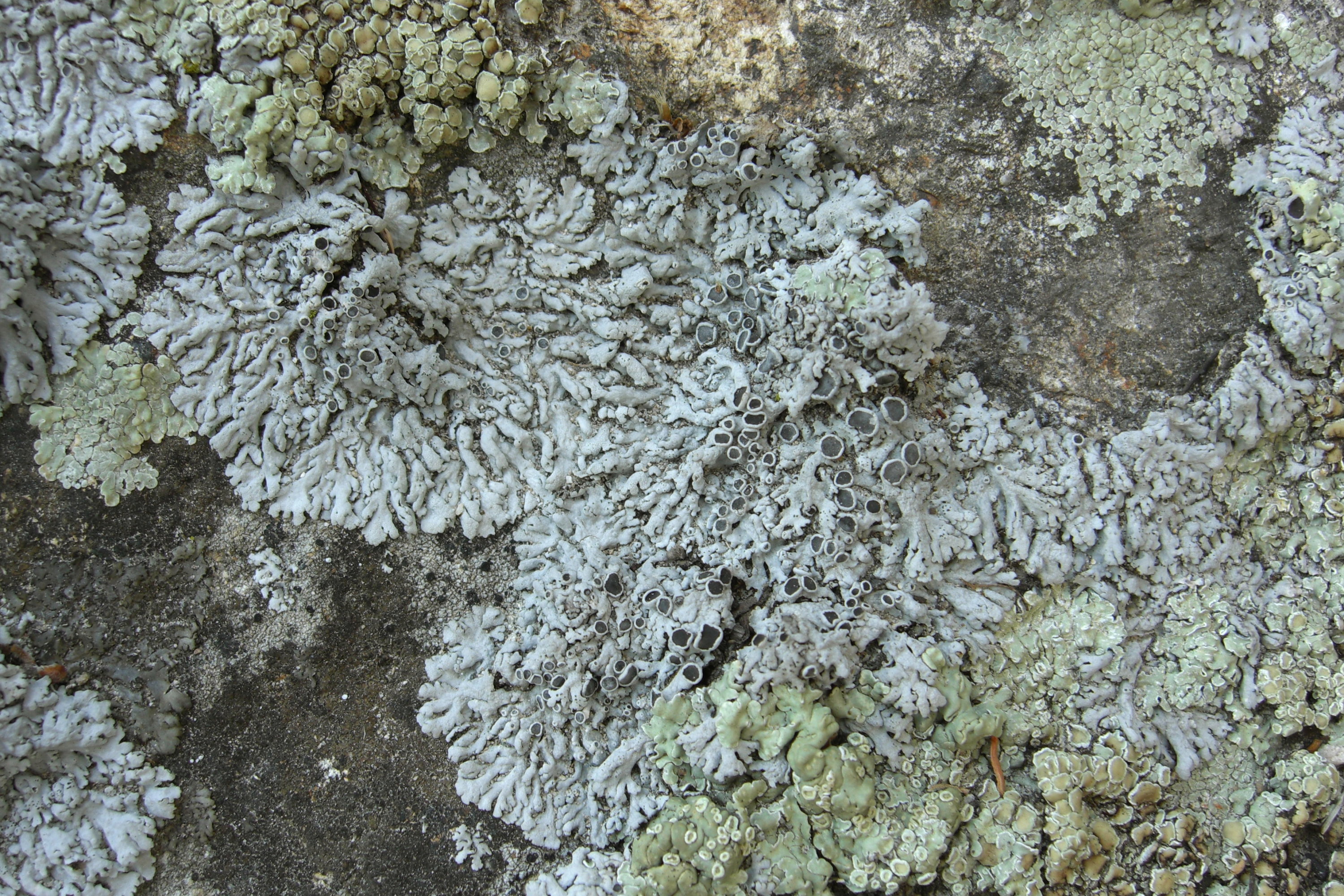
Physcia biziana
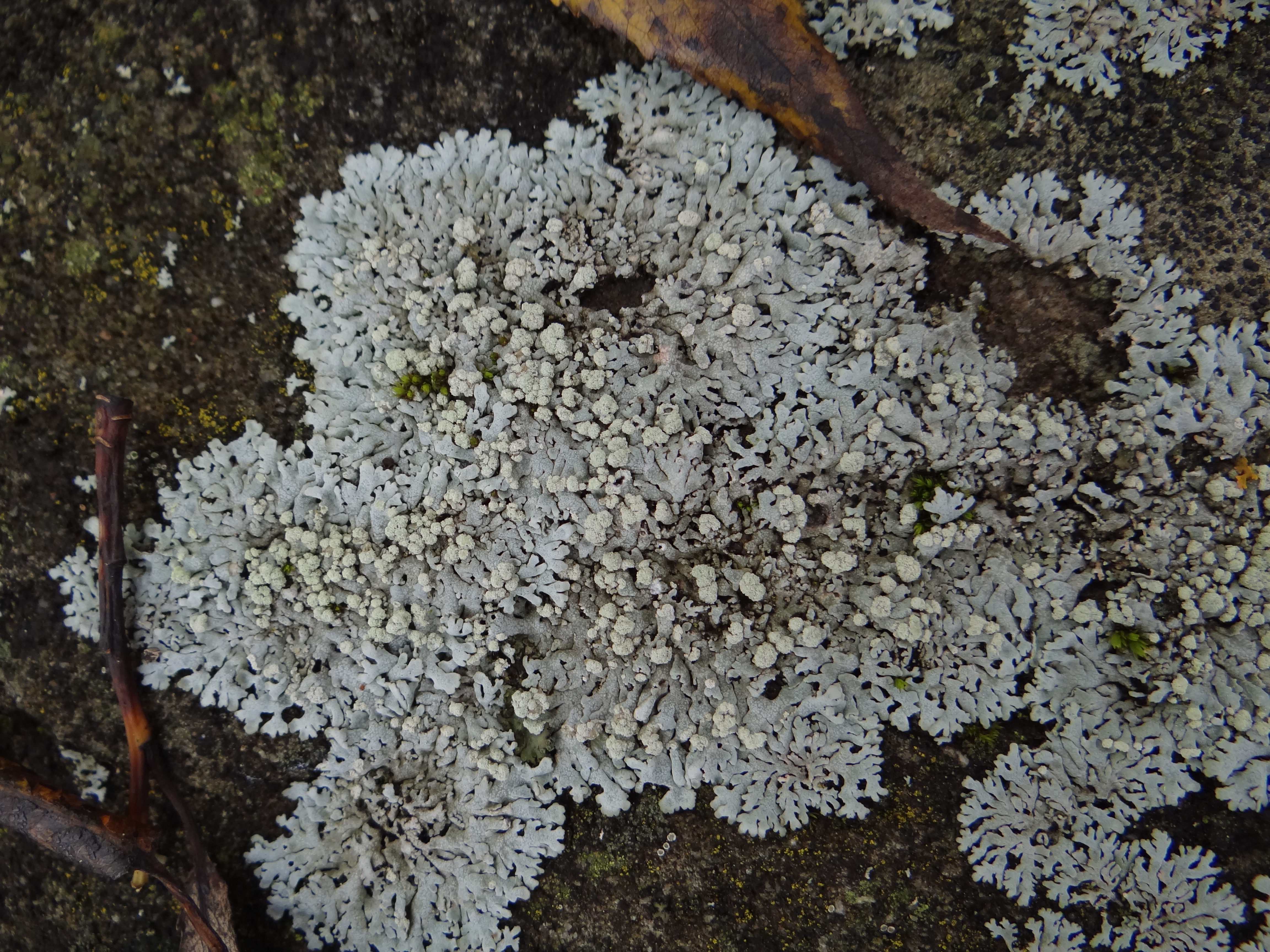
Physcia caesia
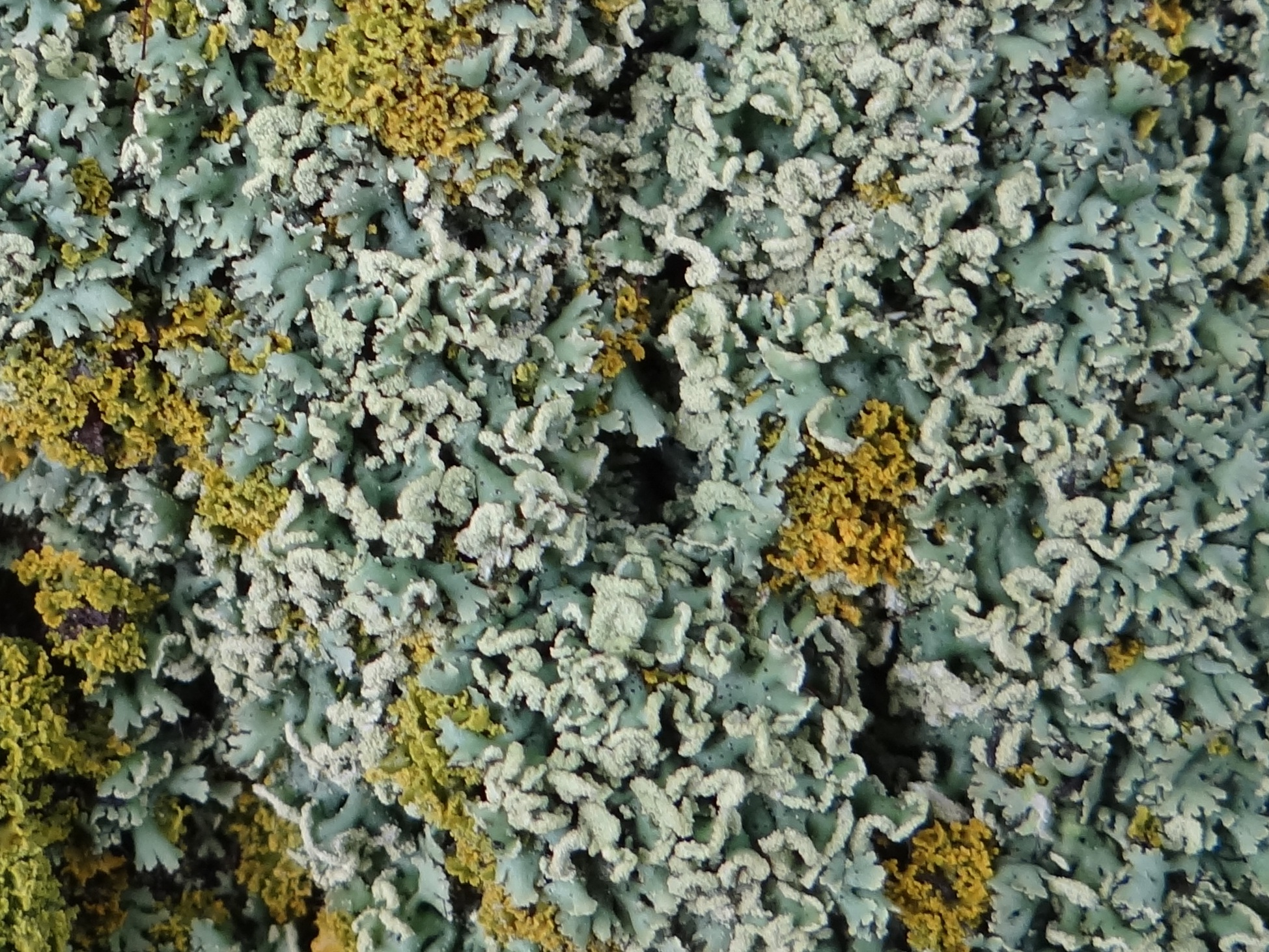
Physcia dubia
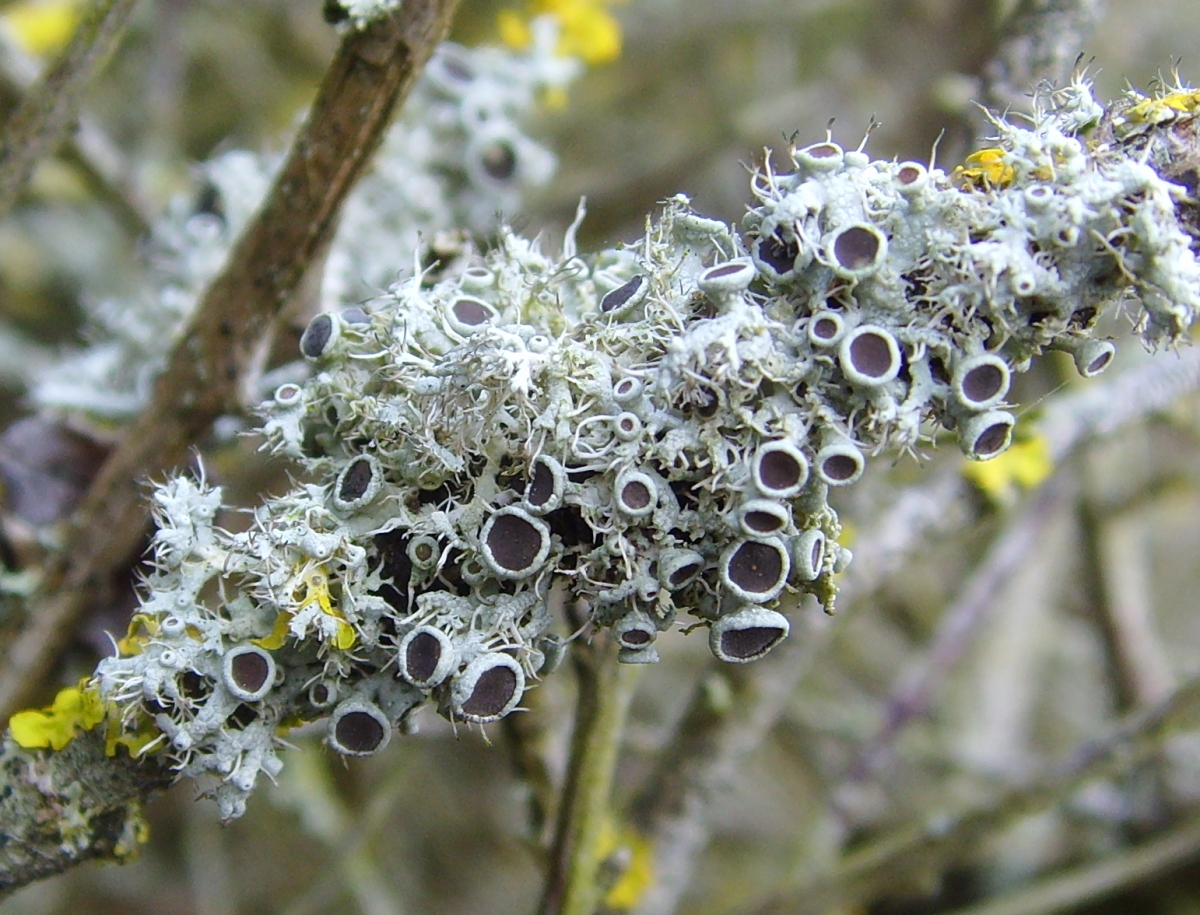
Physcia leptalea
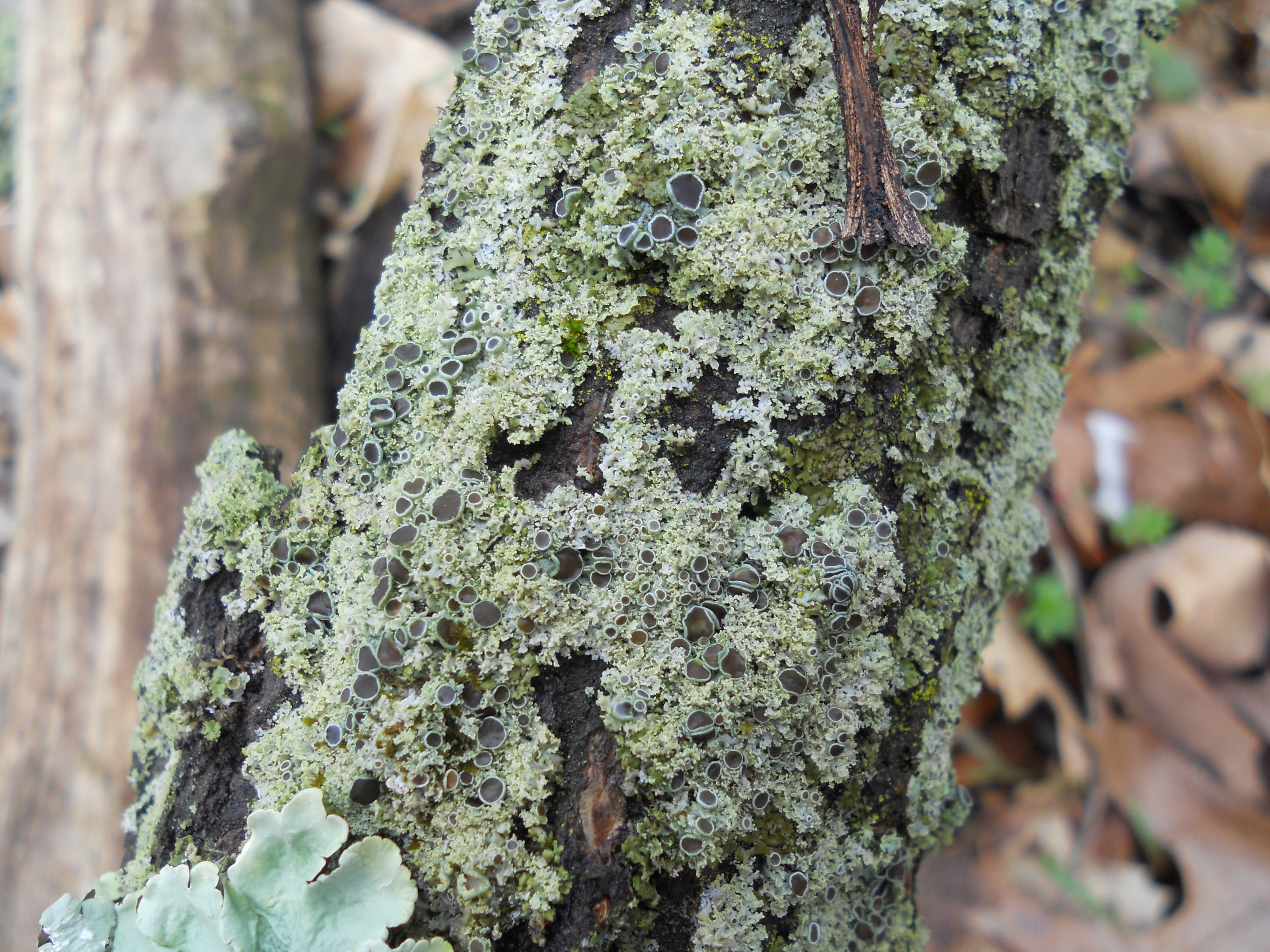
Physcia millegrana
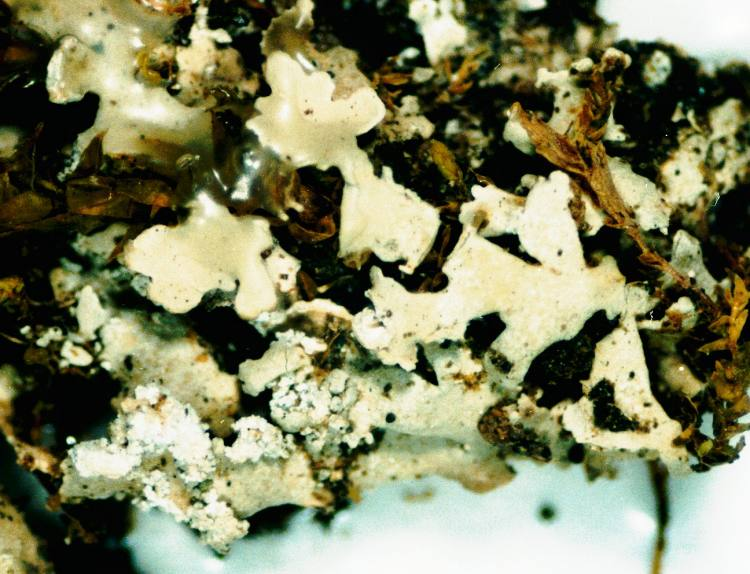
Physcia pseudospeciosa
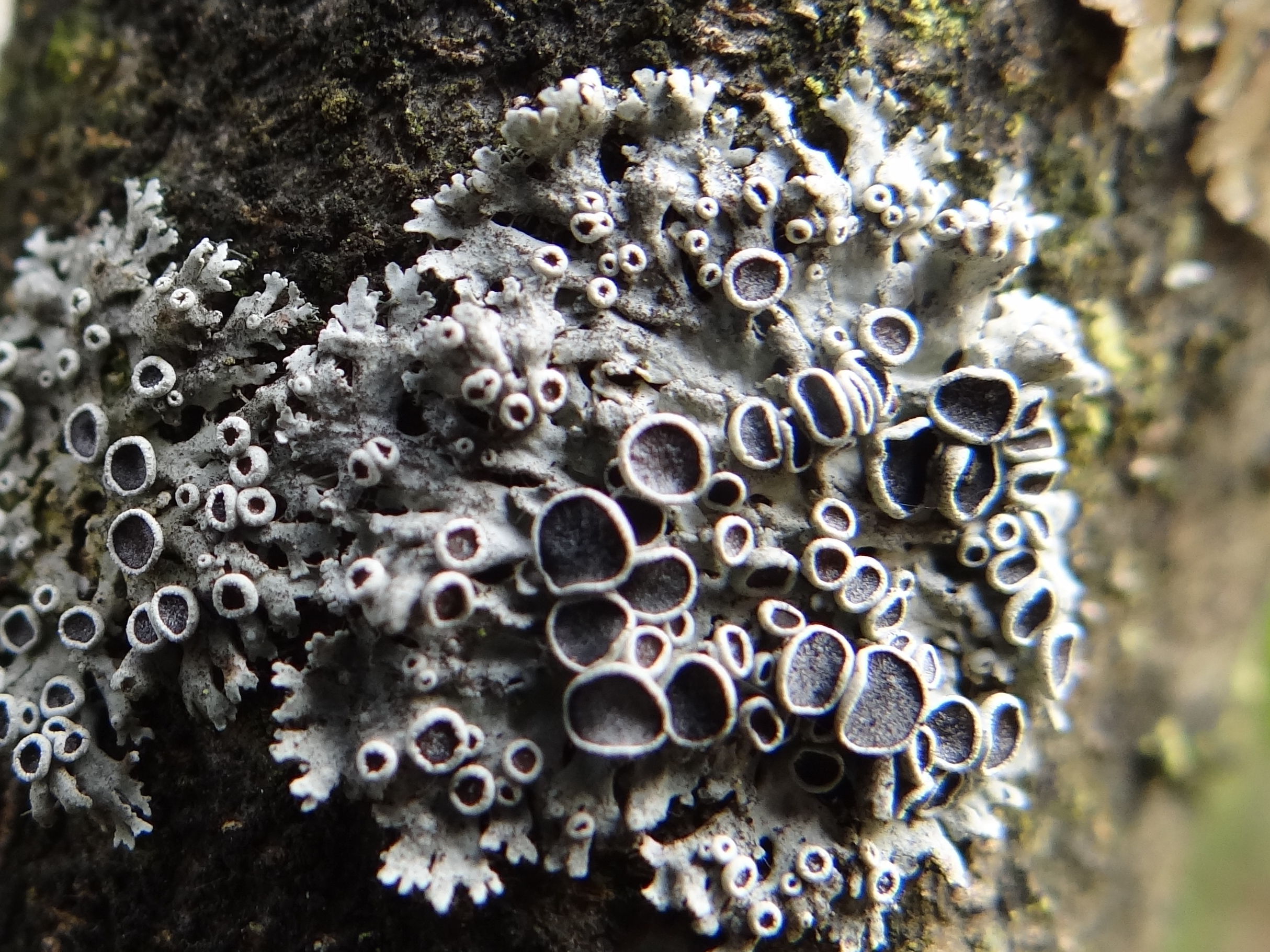
Physcia stellaris
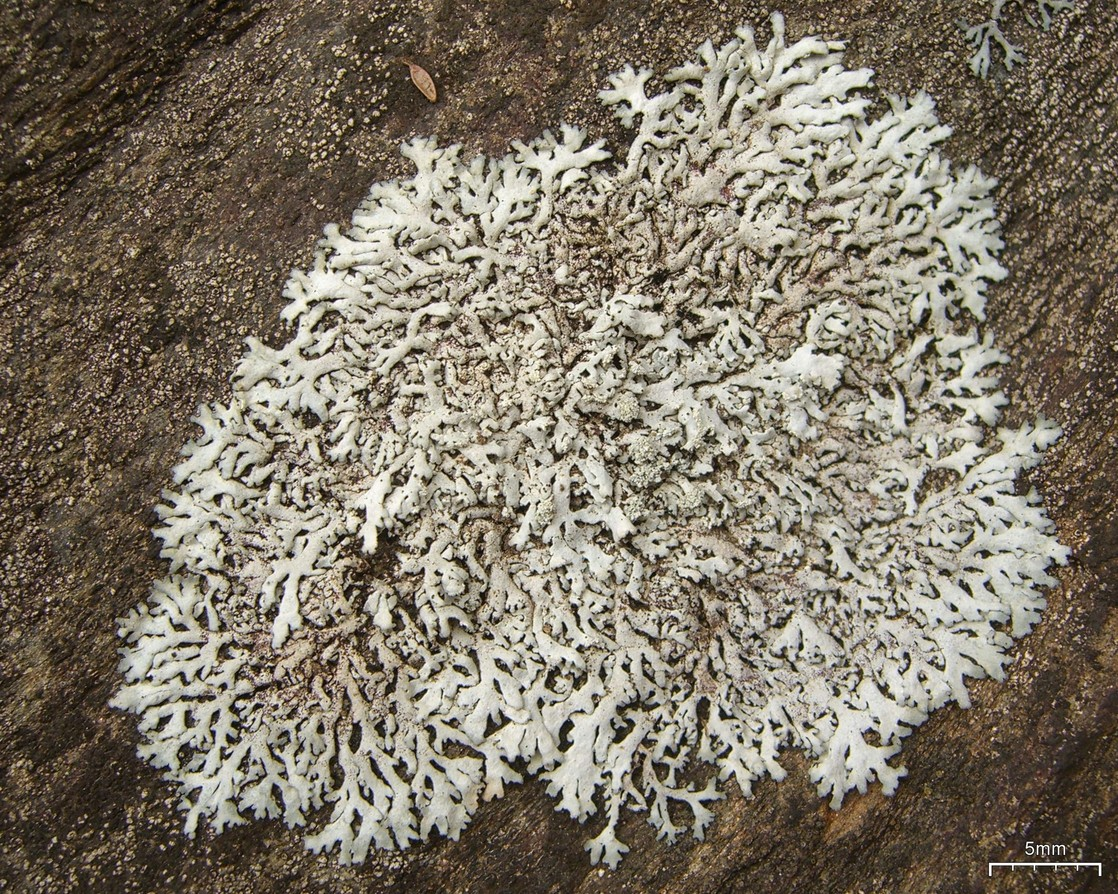
Physcia subtilis
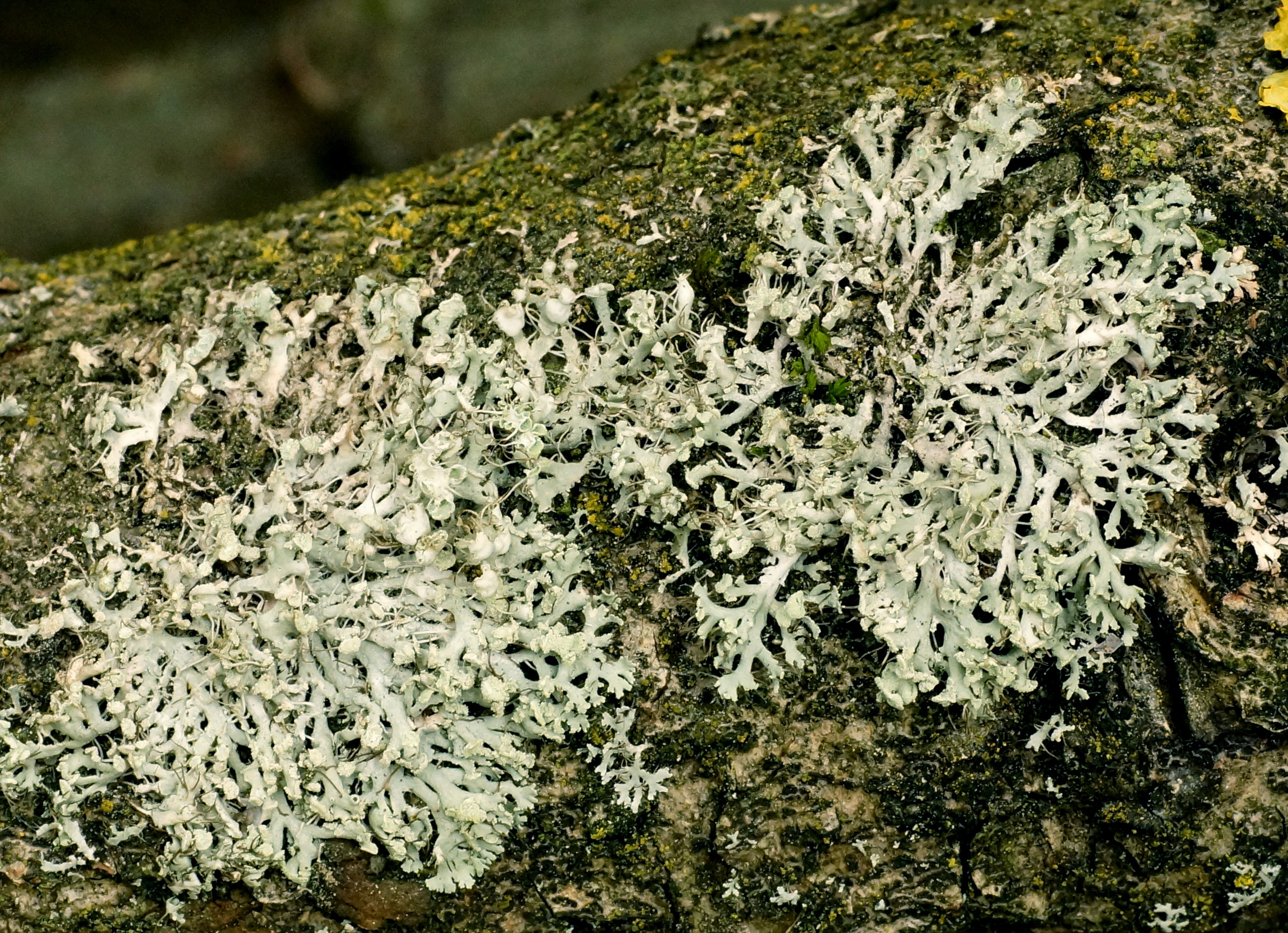
Physcia tenella